# Барнстабл (Масачусетс)
Барнстабл (енгл. Barnstable Town) град је у америчкој савезној држави Масачусетс. По попису становништва из 2010. у њему је живело 45.193 становника.

## Демографија
Према попису становништва из 2010. у граду је живело 45.193 становника.
| Група             | 2000.          | 2010.          |
| Белци             | 43.443 (90,8%) | 39.512 (87,4%) |
| Афроамериканци    | 1.309 (2,7%)   | 1.366 (3,0%)   |
| Азијати           | 387 (0,8%)     | 562 (1,2%)     |
| Хиспаноамериканци | 812 (1,7%)     | 1.418 (3,1%)   |
| Укупно            | 47.821         | 45.193         |